# Luka Mitrović

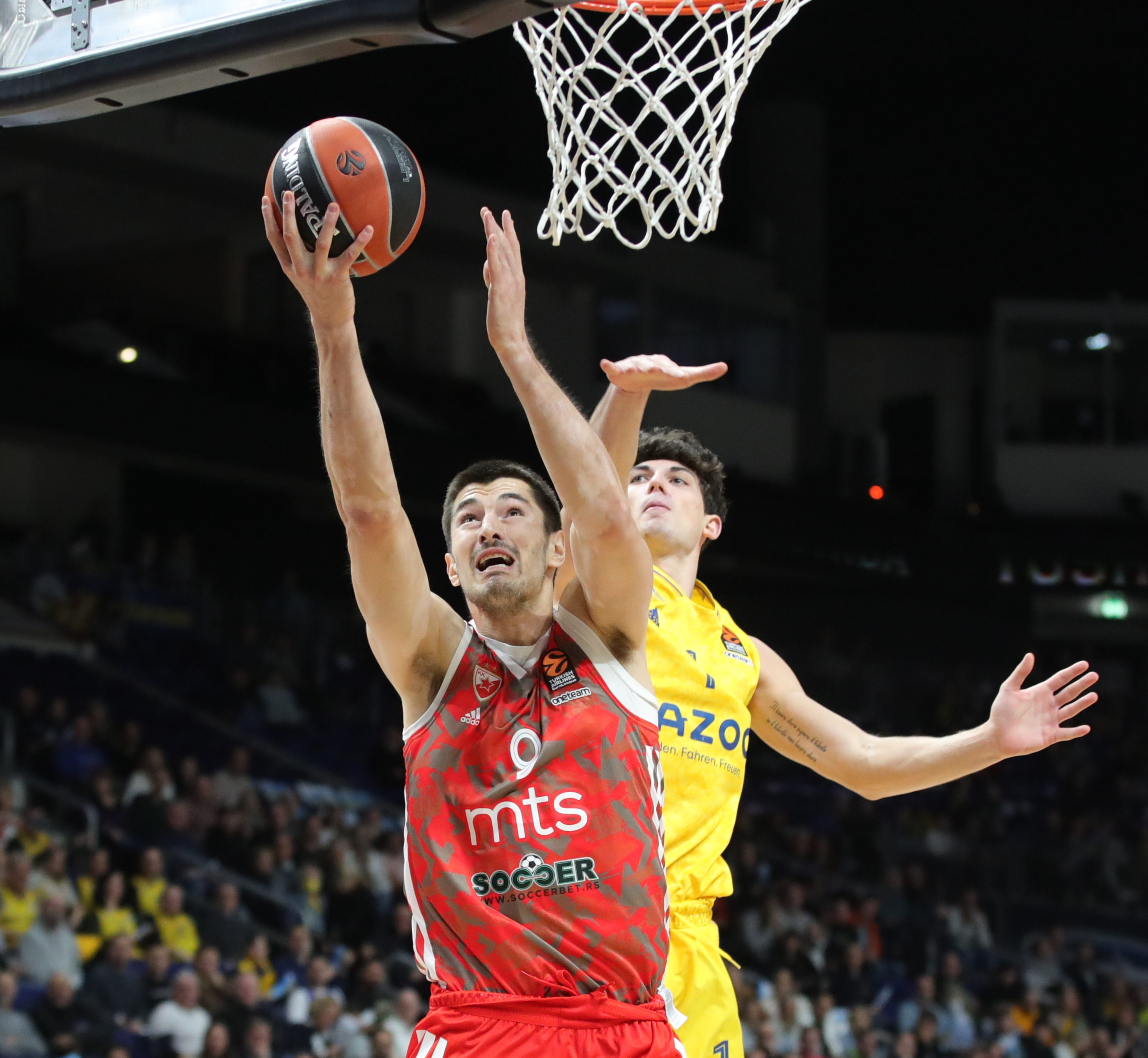
Mitrović als Spieler von KK Roter Stern Belgrad gegen Alba Berlin (2022)

Luka Mitrović (serbisch-kyrillisch Лука Митровић; * 21. März 1993 in Novi Sad) ist ein serbischer Basketballspieler, der zuletzt beim deutschen Erstligisten und EuroLeague-Teilnehmer Brose Bamberg unter Vertrag stand. Der 2,05 m große Power Forward war der 60. Pick im NBA-Draft 2015.

## Karriere
Mitrović begann in seiner Heimatstadt Novi Sad Basketball zu spielen, bevor er 2009 zur Nachwuchsmannschaft von KK Hemofarm aus Vršac wechselte und für die Saison 2010/11 seinen ersten Profivertrag unterzeichnete.
Zur Spielzeit 2012/13 unterschrieb Mitrović beim serbischen Club KK Roter Stern Belgrad, für den er national in der KLS und übernational in der Adriatischen Basketballliga (ABA-Liga), in der hauptsächlich Vereine aus dem ehemaligen Jugoslawien teilnehmen, spielte. In beiden Ligen erreichte Roter Stern Belgrad das Finale der Playoffs, verlor jedoch jeweils gegen den Stadtrivalen KK Partizan Belgrad. Auch im Finale des Radivoj Korać Cup traf man auf Partizan, aus dem diesmal aber Roter Stern siegreich hervorging. Bereits ein Jahr später hatte sich Mitrovićs Rolle im Team vergrößert und er wurde ein fester Teil der Rotation, dem viele Spielminuten anvertraut wurden. In diesem Jahr spielte er auch erstmals in seiner Karriere im höchsten europäischen Vereinswettbewerb, der EuroLeague 2013/14, wobei sich Roter Stern Belgrad bereits in der ersten Gruppenphase geschlagen geben musste. Im Finale der KLS traf Mitrović mit Roter Stern erneut auf Partizan und verpasste wie in der Vorsaison den Titelgewinn. In der ABA-Liga traf man im Halbfinale auf den kroatischen Club und späteren Meister KK Cibona Zagreb und schied aus. Der einzige Titelgewinn der Saison glückte im Radivoj Korać Cup, in dem sich Mitrović und Roter Stern im Finale gegen KK Mega Vizura knapp mit 81:80 zum Sieger krönten.
In der folgenden Spielzeit 2014/15 wurde Mitrović zum Kapitän der Mannschaft ernannt und konnte seine Leistungen erheblich verbessern. In allen drei Ligen zusammen erreichte er 9,73 Punkte, 5,71 Rebounds und 2,29 Assists in durchschnittlich 24,5 Minuten Einsatzzeit. Mit Roter Stern Belgrad gelangen in dieser Saison gleich drei Titelgewinne. Man gewann sowohl die serbische Meisterschaft gegen Partizan, als auch die Meisterschaft in der ABA-Liga gegen den kroatischen Club KK Cedevita Zagreb und zusätzlich noch zum dritten Mal in Folge den Radivoj Korać Cup gegen den Vorjahresfinalisten KK Mega Leks. Parallel dazu spielte Mitrović mit Belgrad erneut in der EuroLeague 2014/15 und man erreichte sogar die Zwischenrunde der Top 16. Mit nur vier Siegen aus 14 Spielen verpasste Roter Stern jedoch deutlich die Teilnahme an den Playoffs.
Im August 2015 verlängerte Mitrović mit Roter Stern und unterzeichnete einen Zweijahresvertrag bis zum Ende der Saison 2016/17. Es gelang 2016 erneut die Meisterschaft in der KLS gegen Partizan sowie in der ABA-Liga gegen Mega Leks und Roter Stern nahm wieder am Radivoj Korać Cup teil, schied dann aber im Halbfinale gegen den Stadtrivalen Partizan aus. In der EuroLeague 2015/16 qualifizierte sich Roter Stern mit 12 Siegen und 12 Niederlagen für die Playoffs und traf im Viertelfinale auf den späteren Champion ZSKA Moskau, der sich in drei Spielen klar durchsetzte. Mitrović verpasste jedoch den Großteil der Saison aufgrund einer Knieverletzung, die er sich bereits im Oktober kurz nach Saisonstart zugezogen hatte.
Nach einer erneuten Vertragsverlängerung um ein weiteres Jahr bis 2018 startete Mitrović mit Roter Stern in die neue Saison 2016/17, in der erneut das Triple glückte. Belgrad wurde im Finale gegen FMP Železnik zum dritten Mal in Folge Meister der KLS und zum dritten Mal in Serie Meister der ABA-Liga gegen Cedevita. Zusätzlich gelang nach dem Halbfinal-Aus im Vorjahr auch die Revanche gegen Partizan im Finale des Radivoj Korać Cup, das Roter Stern klar für sich entschied. An der EuroLeague 2016/17, die in dieser Saison erstmals in einem neuen Modus ohne Gruppenphase und Top 16, sondern mit 30 Hin- und Rückspielen und anschließenden Playoffs der besten acht ausgetragen wurde, nahm Mitrović mit Belgrad erneut als einziges serbisches Team teil. Am Ende der kräftezehrenden Hauptrunde kam es am letzten Spieltag zum Showdown zwischen Darüşşafaka Istanbul und Roter Stern Belgrad im Do-or-die-Spiel um den letzten noch für die Playoffs qualifizierenden achten Platz. Das Spiel gewann Daçka mit 78:62 jedoch deutlich und sicherte sich so den Einzug ins Viertelfinale, während Belgrad trotz gleicher Siegbilanz aufgrund des verlorenen direkten Vergleichs ausschied.
Im Juni 2017 gab der amtierende deutsche Meister und EuroLeague-Teilnehmer Brose Bamberg die Verpflichtung von Luka Mitrović bekannt, der einen Dreijahresvertrag unterzeichnete. Aufgrund einer langwierigen Knieverletzung zu Beginn der Rückrunde konnte er jedoch nur 19 BBL- und 16 EuroLeague-Partien bestreiten und fiel für den Rest der Saison aus. Im Anschluss unterzog er sich einer Knieoperation, die ihn wiederum mindestens die erste Hälfte der neuen Saison verpassen ließe, sodass der Klub den Vertrag mit Mitrović auflöste.

### Nationalmannschaft
Luka Mitrović kann auch auf eine erfolgreiche Zeit in den Nachwuchsnationalmannschaften Serbiens zurückblicken. Bei der U-16-Europameisterschaft 2009 in Litauen war Mitrović erstmals im Kader einer serbischen Auswahl. Nach einem Sieg gegen Russland im Viertelfinale verlor Serbien im Halbfinale gegen den späteren Meister Spanien. Im anschließenden Spiel um den dritten Platz besiegte man Polen und gewann Bronze. 2011 war Mitrović erneut Teil der Juniorenauswahl bei der U-18-Europameisterschaft in Polen. Die serbische Mannschaft setzte sich im Viertelfinale gegen Frankreich durch und besiegte im Halbfinale Italien. Im Finale musste sich Serbien gegen Spanien mit 65:71 geschlagen geben und wurde Vizeeuropameister. Im gleichen Jahr war Mitrović auch im Kader der Nachwuchsnationalmannschaft bei der U-19-Weltmeisterschaft in Lettland. Nach zwei Siegen gegen Australien und Argentinien zog Serbien ins Finale gegen Litauen. Gegen die litauische Auswahl verlor man jedoch deutlich mit 67:85.

## Erfolge
- Serbischer Meister: 2015, 2016, 2017
- Meister der Adriatischen Basketballliga: 2015, 2016, 2017
- Sieger des Radivoj Korać Cup: 2013, 2014, 2015, 2017
- U-19-Vizeweltmeister 2011
- U-18-Vizeeuropameister 2011
- Dritter der U-16-Europameisterschaft 2009